# Sabrine Bouzenna
Sabrine Bouzenna, née le 14 octobre 1993 à Mulhouse (Haut-Rhin), est une joueuse de basket-ball française.

## Biographie
Après avoir été formée au pôle espoir d'Alsace puis à l'INSEPelle rejoint Villeneuve-d'Ascq pour la saison 2011-2012.Le projet avec le club ne lui convenant pas, d'un comme un accord avec le club[réf. nécessaire], elle revient en Ligue 2 au SO Armentières, mais le club dépose son bilan avant le début du championnat. Elle signe comme joker médical dès octobre à Roche Vendée.
Elle stoppe sa saison LF2 2015-2016 pour cause de maternité (7,3 points et 2,7 rebonds) et reprend la compétition en Nationale 1 fin novembre 2016 à La Glacerie.

### Club
- 2001-2003 : BC Kingersheim
- 2003-2007 : Mulhouse
- 2007-2008 : Strasbourg Illkirch-Graffenstaden
- 2008-2011 : Centre fédéral
- 2011-2012 : ESB Villeneuve-d'Ascq
- 2012-2016 : La Roche VBC
- 2016-2018 : Union sportive La Glacerie
- 2018- : AS Aulnoye-Aymeries
- 2021- : USO Mondeville

## Palmarès

### Sélection nationale
compétitions de jeunes
- Médaille d'or Festival olympique de la jeunesse européenne 2009[6]
- Médaille d'argent Championnat du monde 2010 U18
- Médaille de bronze Championnat d'Europe 2009 Juniors